# (5518) Mariobotta
(5518) Mariobotta es un asteroide perteneciente al cinturón de asteroides descubierto el 30 de diciembre de 1989 por Johann Martin Baur desde el Observatorio de Chions, Chions (Pordedone), Italia.

## Designación y nombre
Designado provisionalmente como 1989 YF. Fue nombrado Mariobotta en honor de Mario Botta, arquitecto suizo. Sus edificios están influenciados por sus primeros encuentros con Le Corbusier y Louis Kahn y se inspiran en la creencia de que "cada edificio tiene su propio entorno individual". Botta también da conferencias y es miembro honorario del Instituto Americano de Arquitectos.

## Características orbitales
Mariobotta está situado a una distancia media del Sol de 2,271 ua, pudiendo alejarse hasta 2,689 ua y acercarse hasta 1,853 ua. Su excentricidad es 0,184 y la inclinación orbital 7,760 grados. Emplea 1250,60 días en completar una órbita alrededor del Sol.

## Características físicas
La magnitud absoluta de Mariobotta es 12,9. Tiene 7,211 km de diámetro y su albedo se estima en 0,238. 